# Isaac ben Reuben Albargeloni
Isaac ben Reuben Albargeloni (hebräisch יצחק בן ראובן הברצלוני) (geboren 1043 in Barcelona, Grafschaft Barcelona; gestorben um etwa 1113 in Dénia, Alicante in al-Andalus) war ein spanischer Talmudist und Dichter. Er war Richter (Dajan, hebräisch דַּיָּן) in der Gemeinde von Dénia, wo er mit ibn Alḥatosh in Verbindung stand, wahrscheinlich weil er dessen Schwiegersohn wurde. Zu seinen späteren Nachkommen gehörte der, über dessen  mütterlichen Linie mit ihm verbundene, Moses ben Naḥman, Nachmanides.

## Leben und Wirken
Isaac ben Reuben war der Sohn von Reyna ben Elijah Ha-Kohen und Yosef Oroved Nasi. Laut handschriftlichen Quellen studierte er die Tora bei Rabbi Hanoch ben Mosche, dessen Unterricht er in der Jeschiwa wahrscheinlich während seines Studiums in Córdoba besuchte. Er zählt zu den fünf prominenten zeitgenössischen Gelehrten namens „Isaac“, und die Wertschätzung, die er von seiner eigenen und den nachfolgenden Generationen genoss, zeigte sich daran, dass er einfach „Ha-Rab Albargeloni“ genannt wird. 
Er verfasste Kommentare zu verschiedenen Abschnitten des Traktats Ketubot und übersetzte im Alter von 35 Jahren (1078) Hai ben Serira, Gaon von Pumbedita das Ha -Miḳḳaḥ weha-Mimkar über Kaufen und Verkaufen aus dem Arabischen ins Hebräische (erstmals 1602 in Venedig gedruckt und danach häufig mit Kommentaren versehen).
Bemerkenswert unter seinen liturgischen Gedichten sind seine Azharot, die in die Rituale von jüdischen Gemeinden in Constantine, Tlemçen, Tunis, Marokko, Algerien und Oran aufgenommen wurden.
Das Gedicht besteht aus 145 Strophen, die jeweils aus drei Versen bestehen, und endet mit einem Bibelzitat. Zeitgenossen sagten, dass Isaacs Verwendung von Bibelversen auf großes Können hinweist. Juda al-Charisi bemerkte hierzu: „Er hat die religiösen Gesetze in Reime gefasst und sie so gut an Bibelstellen angepasst, dass es fast so scheint, als sei das Werk von einer höheren Macht inspiriert worden.“ 
Isaac kopierte getreulich die Einteilung der Gesetze und Verbote der Halakot Gedolot. Manchmal folgte er sogar ihrem Wortlaut, während er auch die Vorschriften der traditionellen Literatur berücksichtigte, die sich auf biblische Vorschriften beziehen. Die folgenden Gedichte von Isaac sind auch in den Azharot enthalten.
Issac ben Reuben war der Ehemann von Bonadona Bat Mar Shealtiel Ibn bat Mar Shealtiel Ibn Lakhtush, sie hatten mehrere Kinder, Yehudah ben Barzilai al-Bargeloni, Bonjuda Sapiens, Reina Bat bat Barzilai und Yitzhak  „Bon Isaac“  Oroved  Bon Isaac  „Oroved Bar“ Mar bar Mar Barzilai.
Judah ben Barzillai (Albargeloni) soll Isaacs Schüler gewesen sein.

## Werke
- Alah Mosheh le-Rosh Har Sinai (Einführung)
- Jom Zeh Horid (Pizmon vor den Geboten)
- Yaḥid Nora 'Alilah (Pizmon zwischen den Geboten und Verboten)

Isaac schrieb auch Paḥadti mi-Yoẓeri und Yom Zeh Mekapper le-Shabim, beide in dreizeiligen Strophen, letzteres mit Signatur und Alphabet. Rapoport schreibt Isaac auch die Werke Ayumati Yonah, ahabah für den Sabbat vor dem Wochenfest und Yaḳush be-‘Onyo, ge‘ullah für den fünften Sabbat nach Pesaḥ zu, aber andere Gelehrte bestreiten, dass diese Werke von Isaac stammen.